# Hôtel de la Cloche
L'ancien Hôtel de la Cloche se situe à Huy, en Belgique, en bordure de la rive gauche de la Meuse, à l’intersection du quai de la Batte et de la rue sur Meuse. Cet édifice est millésimé 1606 et est classé depuis le 14 janvier 1950. Il s'agit, aujourd'hui, d'une habitation privée.

## Historique
Au XVIIe siècle, l'hôtellerie est l'endroit où abordent les bateaux qui naviguent entre Liège et Namur. Le nom particulier de cet hôtel est dû au fait que la cloche, se trouvant sur le bateau, résonnait pour avertir de l’arrivée des voyageurs et des marchandises. 
Au milieu du XIXe siècle, le bâtiment, après avoir perdu ses fonctions d'hôtellerie, accueille un grand nombre de familles modestes. Cela lui vaut l'appellation de Maison des 36 ménages (Ax trinte-six manèches). L'adaptation du bâtiment à cet usage entraîne de nombreuses « mutilations ». L'édifice a été parfois confondu avec un autre hôtel, dans la rue du même nom et remplacé depuis par des maisons, appelé Hôtel de la Couronne.
À la fin du XIXe siècle, le propriétaire, M. Régimont, entreprend un ensemble de restaurations qui réjouissent les amis du vieux Huy : en effet, celui-ci remet à neuf le bâtiment en retirant l’ensemble du badigeon qui se trouvait auparavant sur la façade principale. De plus, il met de nouvelles assises en dessous de toutes les travées du rez-de-chaussée et réinstalle les quatre lucarnes rehaussées de pointes dans le toit. D’autre part, il rétablit les fenêtres à petites vitres verdâtres ainsi que les volets en chêne ornés de fer.

## Description des façades
L'ensemble des façades ont une composition architectonique identique. 
Sur la façade principale une couture (il s’agit d’une ligne légèrement brisée), au niveau du sol jusqu’au bas de la toiture, est visible séparant deux façades, à droite et à gauche, la partie de droite étant supposée antérieure à celle de gauche. Cela s’explique par le fait qu’il y aurait peut-être eu deux phases de construction. 
Malgré cette distinction, ces deux façades sont composées des mêmes divisions architectoniques. On trouve tout d'abord un haut soubassement en pierre de taille, puis un premier registre vide avec des travées composées de quatre fenêtres au-dessus desquelles il y a un bandeau des linteaux, le tout est surmonté d'un cordon-larmier, le tout est en pierre calcaire, enfin le premier registre plein en brique. Il y a, à nouveau, un registre vide, dont l'ensemble est en calcaire, et un plein, en brique, composés de la même façon que les précédents registres. Le dernier registre vide est bien différent des deux autres puisque celui-ci est composé en alternance de simples petites fenêtres, encadrées de pierre calcaire, et d'un mur de brique. Au-dessus de ça se situent les corbeaux et la corniche, l'ensemble en calcaire, surmontés d'un toit saillant en ardoise, sur lequel il y a un épi en plomb, composé de quatre lucarnes à croupes, elles aussi en ardoises, chacune surmontée d'une flèche en plomb.
Plus précisément, la façade postérieure est composée, sur le premier registre en brique, du millésime en brique 1606 flanqué de trois figures sculptées. Celles-ci représentent, de gauche à droite, un homme (bourgeois?), pour la sculpture centrale, il est difficile à cerner le sujet primitif. Cette sculpture est de plus grande taille mais de plus faible relief que les deux autres. Mais d’après Monsieur Dubois, il représenterait « soit le repos d’un voyageur dessous un arbre feuillu, soit un repas champêtre. » Cette sculpture repose elle-même sur un la tête d’un chérubin entouré d’un demi-cercle d’aile dont le hérissement des plumes est visible. La dernière représente le buste d'une femme. Enfin, un ensemble de mascarons sont visibles sur le dernier registre vide. Il y en a cinq, de gauche à droite : une tête de guerrier ou de bourgeois qui porte une coiffure particulière ainsi que la moustache et la barbe. Ensuite, une tête d’un personnage fantastique qui serait un mélange d’un masque d’homme et d’animal. Il s’agit donc d’un personnage fictif, à grande gueule ouverte et grimaçante. Ses cheveux ébouriffés sont disposés en crinière, faisant penser aux rayons du soleil. Puis, une tête de femme dont le visage est ovale et qui porte une coiffure tronconique. La quatrième figure est un masque de génie qui ressemble au deuxième. La dernière est à nouveau une tête de femme dont le coup allongé sépare la tête du support.
La façade latérale droite est composée de la même façon, bien que l'ensemble des fenêtres du premier et du deuxième registre soient comblées. De plus, une porte a été construite à droite, dans le mur.

## Style
L’ensemble des auteurs ayant écrit sur le sujet s'accordent sur le style du bâtiment mais en parlent parfois différemment. Par exemple, certains disent que le bâtiment est de style Renaissance, d’autres de style mosan du début du XVIIe siècle ou enfin de Renaissance mosane.   
D’après D. Reymen, la Renaissance mosane, « [dont] les constructions s’étendent de vers 1560 jusqu’à 1700 », est caractérisée par « l’utilisation de la brique (…) et de la pierre pour les chaînages autour des fenêtres et aux angles. La pierre n’est pas un élément décoratif : elle résolvait un problème technique. En effet, elle est utilisée dans (…) les fenêtres. Les pierres utilisées aux angles des constructions servent à consolider et à supporter le poids des murs ».